# Liste der Bischöfe von Pomesanien
Die folgenden Personen waren Bischöfe von Pomesanien.
Das katholische Bistum Pomesanien  wurde 1259 gestiftet. Der Bischofssitz war Marienwerder; im 14. Jahrhundert wurde er nach Riesenburg verlegt. Mit dem Übertritt des Bischofs Erhard von Queis zum Protestantismus wurde der katholische Teil 1524 dem Bistum Pelplin übertragen, dessen Bischöfe fortan den Titel Bischof von Kulm und Pomesanien führten.
1587 wurde das Bistum durch den preußischen Administrator Markgraf Georg Friedrich I. (Brandenburg-Ansbach-Kulmbach) eingezogen.

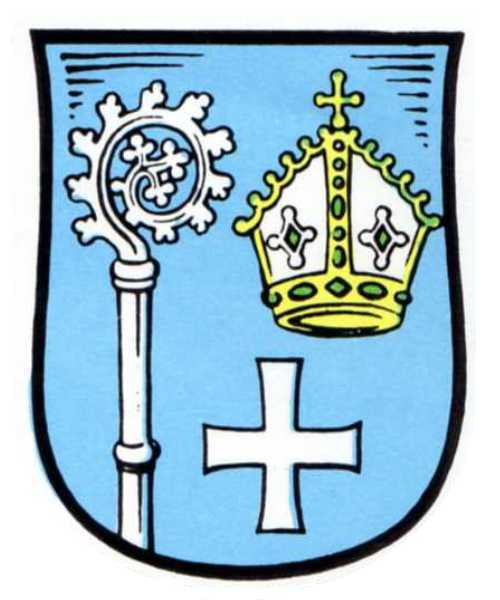
Wappen von Marienwerder
Banner des Bischofs von Pomesanien

## Liste der Bischöfe
| Nr. | Bischof                                    | von                 | bis                  | Anmerkung | Darstellung | Wappen |
| --- | ------------------------------------------ | ------------------- | -------------------- | --- | ----------- | ------ |
| 01  | Ernst von Torgau OP                        | 1248/49             | 1259                 | |             |        |
| 02  | Albert                                     | 1259                | 1286                 | |             |        |
| 0   | Heinrich                                   | 1277/8              | 1292                 | Gegenbischof |             |        |
| 03  | Heinrich                                   | 1286                | 1303                 | |             |        |
| 04  | Christian                                  | 13. Oktober 1303    | 1308/9               | |             |        |
| 05  | Ludeko OT (Lutho von Baldersheim) († 1321) | 1308/9              | 21. August 1321      | Der Erzbischof von Riga verweigerte ihm aufgrund seiner Ordenszugehörigkeit Bestätigung und Weihe. Nach langem Rechtsstreit, schließlich vor dem Papst, verzichtete er 1319 auf seine Rechte und wurde von Papst Johannes XXIII. am 3. Dezember 1319 erneut mit dem Bistum betraut und von einem Kardinal geweiht. |             |        |
| 06  | Rudolf                                     | 1321                | 1331                 | aus Elbing |             |        |
| 07  | Bertold von Riesenburg                     | 1331                | 20. November 1346    | |             |        |
| 08  | Arnold                                     | 1347                | 29. Januar 1364      | |             |        |
| 09  | Paul I.                                    |                     | 1. November 1373     | |             |        |
| 010 | Nikolaus I.                                | vor 1. August 1374? | 24. November 1376    | 16. August 1362 genannt |             |        |
| 011 | Johannes I.                                | 1376                | 7. März 1409         | Mönch aus Elbing |             |        |
| 012 | Johannes II. Rymann                        | 1409                | 4. September 1417    | |             |        |
| 013 | Gerhard Stolpmann                          | 1417                | vor 13. Oktober 1427 | aus Königsberg i. Pr. (Elbing) |             |        |
| 014 | Johannes III. von Mewe                     | 14. Oktober 1427    | 12. Mai 1440         | |             |        |
| 015 | Kaspar Linke                               | 1440                | 28. Oktober 1463     | |             |        |
| 016 | Nikolaus II.                               | 1464                | 1466                 | |             |        |
| 0   | Vincentius Kielbassa                       | 1467                | 1478                 | (Administrator), Fürstbischof von Kulm 1457–1479 |             |        |
| 017 | Johannes IV. von Lessen                    | 1479                | 10. April 1501       | |             |        |
| 017 | Hiob von Dobeneck                          | 1501                | 25. Mai 1521         | |             |        |
| 018 | Achille Grassi (1456–1523)                 | 1521                | 22. November 1523    | Kardinalprotektor von Polen 1512–1523 |             |        |
| 019 | Erhard von Queis (1490–1529)               | 1523                | 1525                 | 1524 Übertritt zum Protestantismus |             |        |
| 020 | Paul Speratus (1484–1551)                  | 1530                | 12. August 1551      | |             |        |
| 021 | Georg von Venediger                        | 3. Februar 1567     | 3. November 1574     | Doktor der Theologie |             |        |
| 022 | Johannes Wigand                            | 1575                | 21. Oktober 1587     | |             |        |